# Бенедикс-Брюс, Каролина
Каролина Бенедикс-Брюс (швед. Carolina Benedicks-Bruce, полное имя Carolina Maria Benedicks-Bruce; 1856—1935) — шведская художница и скульптор.

## Биография
Родилась 28 октября 1856 года в Стокгольме. Была дочерью Эдварда Отто Бенедикса (Edward Otto Benedicks) и его жены Каролины Шарлотты (Karolina Charlotta, урождённой Cantzler), в семье было ещё несколько братьев и сестёр.
Первоначальное художественное образование Каролина получила у Августа Мальмстрёма. Затем в 1881 году она была зачислена в класс скульптуры Королевской академии свободных искусств, став третьей женщиной в истории Швеции, обучавшейся скульптуре (после Карин Аросениус и Иды Эрикссон-Молард). Во время учёбы познакомилась с Хильмой Клинт и Гердой Тирен, вместе с которыми в 1883 году отправилась во Францию. В основном они проводили время в Париже и в художественной колонии в Гре-сюр-Луэн. После окончания учёбы в Академии, Каролина вернулась во Францию и стала ученицей скульптора Александра Фальгьера.

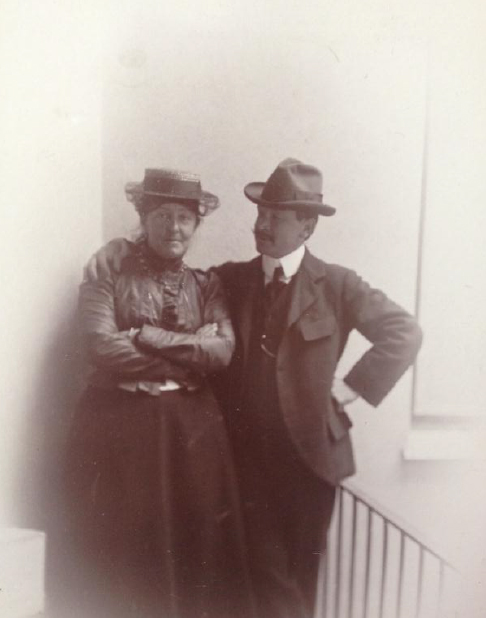
Каролина и Уильям Брюс

Летом 1885 года она познакомилась с канадским художником Уильямом Брюсом, осенью этого же года были помолвлены, но поженились только в 1888 году. В Готланде они создали в 1900 году свой летний дом Brucebo. После смерти мужа в 1906 году, Каролина Бенедикс-Брюс навсегда осталась в Brucebo и жила там до конца жизни.
Наряду с профессиональной художественной деятельностью, она занималась и общественной — отстаивала избирательные права женщин и сыграла важную роль в основании Lottakåren на Готланде, а также отделения Väskinde ассоциации Stockholmsföreningen för kvinnans politiska rösträtt (FKPR).
Умерла 16 февраля 1935 года в лене Готланд.
Не имея детей, в своем завещании она заявила, что Brucebo должен оставаться местом, где молодые художники могли бы развивать свое мастерство. В 1972 году здесь был создан фонд Brucebo Fine Art Scholarship Foundation, стипендия которого предоставляется молодым канадским художникам, которые могут приехать и учиться в Brucebo.

## Труды

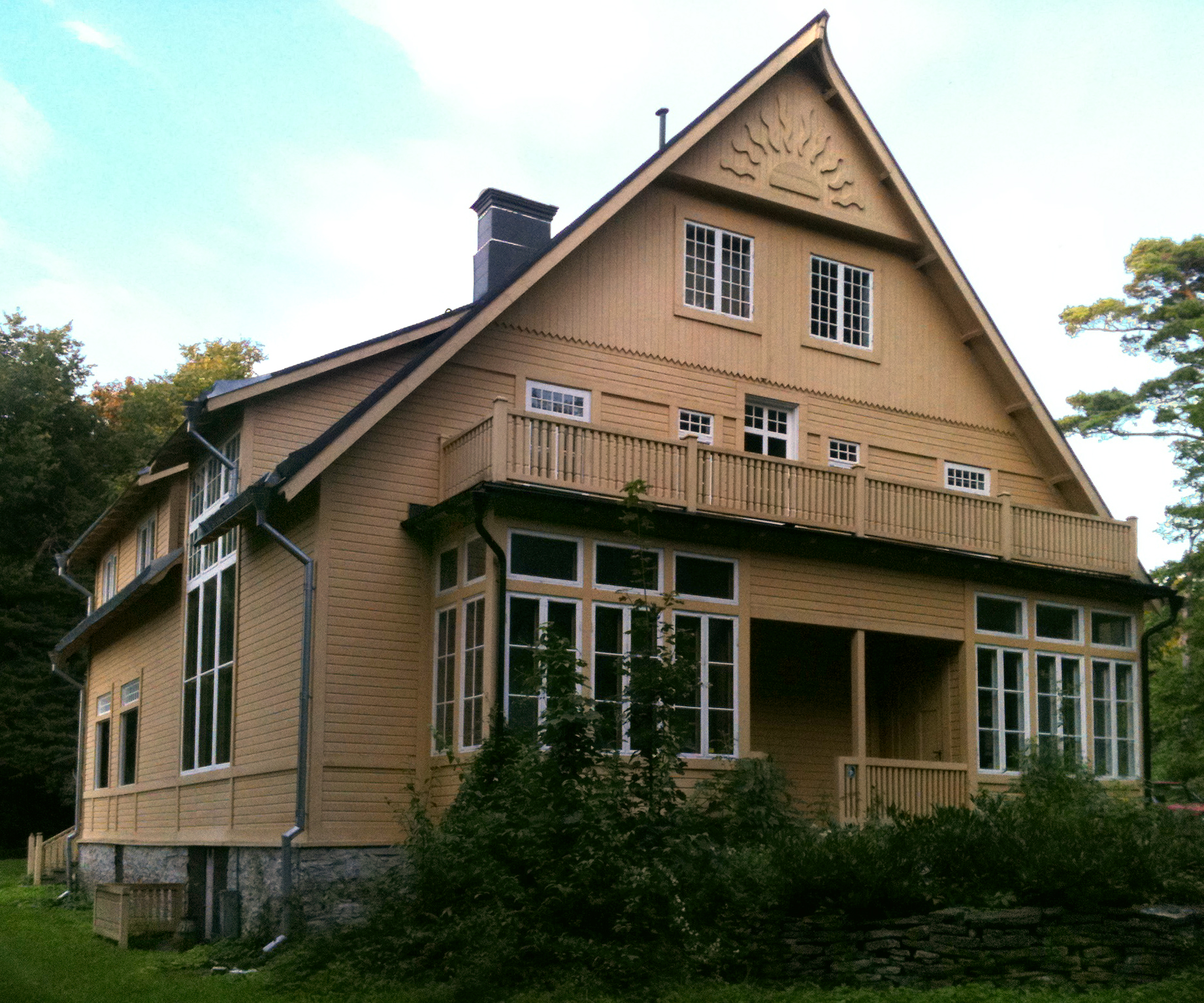
Дом Brucebo

Каролина Бенедикс была в основном скульптором, но она также работала с офортами и акварельной живописью. При изготовлении бюстов работала в мраморе и бронзе. Несколько её работ были представлены в Парижском салоне в 1893 году. Она участвовала во Всемирной выставке в Париже в 1900 году, где была награждена бронзовой медалью, а затем в Вене.
Её работы представлены, в частности, в Национальном музее в Стокгольме и в Музеt округа Евлеборг (Länsmuseet Gävleborg). В Brucebo сегодня в настоящее время работает музей.